# Rubus micans
Rubus micans — вид квіткових рослин з родини трояндових (Rosaceae). Ареал: Бельгія, пн.-сх. Чехія, пн. Франція, Німеччина, Велика Британія, Ірландія, Нідерланди, пд. Польща.
Росте в Польщі лише в Селезії, в широколистяних і змішаних лісах, а також на узліссях. Зустрічається часто.